# Al-Imran
Pour les articles homonymes, voir 'Imrān.
Al-’Imran (arabe : آلِ عِمْرَانَ, français : La famille d’Imran) est le nom traditionnellement donné à la 3e sourate du Coran, le livre sacré de l'islam. Elle comporte 200 versets. Rédigée en arabe comme l'ensemble de l'œuvre religieuse, elle fut proclamée, selon la tradition musulmane, durant la période médinoise.

## Origine du nom
Bien que le titre ne fasse pas directement partie du texte coranique, la tradition musulmane a donné comme nom à cette sourate La famille de 'Imran, 'Imrān étant petit-fils de Lévi qui eut de sa tante Yokhébèd deux fils : Moïse et Aaron.
Le titre de la sourate est une référence aux versets 33-37 liés à la naissance de Marie, 'Imrān étant le nom donné à son père. Cette naissance, ainsi que celle de Jean, préparent celle de Jésus au verset 42. Si les sources de ces passages semblent être le Protévangile de Jacques et les écrits-sources de l’Evangile du Pseudo-Matthieu, la question du nom du père ('Imrān et non Joachim) interroge. Cette identification n’a pas de parallèle et pourrait provenir d’une « confusion scribale » du ou des auteurs coraniques. Ce nom rappelle celui d’Amram, père d’Aaron dans le texte biblique. Parfois présentée comme fortuite, cette identification pourrait être volontaire et refléter la stratégie de Luc de présenter l’évolution de la révélation chrétienne moins centrée sur la figure d’Israël.

## Historique
Il n'existe à ce jour pas de sources ou documents historiques permettant de s'assurer de l'ordre chronologique des sourates du Coran. Néanmoins selon une chronologie musulmane attribuée à Ǧaʿfar al-Ṣādiq (VIIIe siècle) et largement diffusée en 1924 sous l’autorité d’al-Azhar, cette sourate occupe la 89e place. Elle aurait été proclamée pendant la période médinoise, c'est-à-dire schématiquement durant la seconde partie de la vie de Mahomet, après avoir quitté La Mecque. Contestée dès le XIXe par des recherches universitaires, cette chronologie a été revue par Nöldeke, pour qui cette sourate est la 97e.
Comme pour la sourate 2, plusieurs variantes textuelles sont connues. Elles concernent plus de 45 versets. Celles-ci ont été étudiées par Jeffery, Sadeghi et Goudarzi. En outre, cette sourate possède un contexte palestinien marqué, comme la sourate 2.
Pour Imbert, à propos d'un graffito reprenant le v.37, « Il reflète la grande liberté avec laquelle les lapicides anonymes du début de l’islam traitaient des versets coraniques: ils étaient librement adaptés afin de se conformer grammaticalement au texte du graffito alors qu’on se serait attendu au contraire, à savoir que le texte du graffito aurait dû s’adapter au texte coranique. Cette “élasticité” du texte coranique est une donnée fondamentale de ce que nous appelons le Coran des pierres. ».

## Interprétations
Cette sourate est composée de sections aux thématiques et aux dimensions variées. Elle est habituellement divisée en quatre parties, une partie introductive (v.1-32), une partie sur la famille de 'Imrān (v.33-63), une autre consacrée au « Gens du Livre » (v. 64-99) et une dernière consacrée aux croyants. Droge propose une autre division « bien plus détaillée », avec des péricopes séparées successives.
La sourate 3 contient des références aux écrits du Nouveau Testament et des apocryphes autour de la naissance de Jésus. Ils en forment un « réservoir parabiblique ».

### Versets 1-7: une autoréférence?
La sourate commence par les lettres Alif, Lâm, Mîm. Dye cite une hypothèse de Luxenberg qui y voit une abréviation syriaque de "Le Seigneur m'a dit". De nombreuses théories tentent d’expliquer ces lettres mystérieuses. Elles pourraient être des marques de division du texte, des contractions, des sigles... Aucun consensus n’existe à l’heure actuelle.
Pour Pregill, le terme furqan du verset 4 est un nom propre et désigne un ouvrage apocalyptique connu de la communauté. Pour Donner, ce mot provient du syriaque "Commandement". Le sens de furqan est encore insaisissable.
Le terme al-kitab (verset 7) est souvent interprété comme désignant le Coran. Pour Dye, « Cette lecture ne va pas de soi : normalement, al-kitāb ne désigne pas le Coran ». Le lien entre le terme Kitab et le Coran ne va pas de soi. Il est difficile de bien définir les catégories et termes utilisés dans ces versets.
Stefanidis relève que pour Nasr Hamid Abu Zayd, ce verset évoque les polémiques avec les chrétiens qui auraient perçu l’ambiguïté du Coran sur le statut de Jésus, prophète né miraculeusement. « L'évaluation d'Abu Zayd est que, pour réfuter tout incompréhension chrétienne: ", les versets dans lesquels le Coran décrit Jésus comme «la parole» et «l'esprit» de Dieu ont été déclarés «ambigus» alors que les versets mettant l'accent sur son humanité comme seul prophète et messager ont été déclarés «clairs». » Pour Zellentin, cette séparation entre claire et ambigu renvoie vers la classification judéo-chrétienne entre la loi pure, la loi symbolique (paraboles) et les lois abrogées par Jésus.
L’usage du singulier, l’injil, pour évoquer le Nouveau Testament interroge. Cet élément, caractéristique du corpus coranique, pourrait être un calque d’une utilisation paulinienne et pseudo-paulinienne. Van Reeth suggère plutôt le Diatessaron comme référent unique pour ce terme Injil.
Selon Azaiez, ces versets sont un exemple de métadiscours ou d'autoréférence, pour utiliser le terme de Boisliveau. Dye se demande si cette metatextualité est contemporaine de Mahomet ou si elle n'est pas, "au moins en partie, un rajout effectué lors de la collecte du Coran. Pour Pregill, cette sourate est l'occasion de marquer une rupture avec le christianisme. « Tout au long de la sourate, l'auteur semble élaborer sa vision particulière d'une religion corrigée, en particulier en revisitant les racines israélites du christianisme et en repensant sa relation avec la Bible. »
Hillali relève que ce passage présente trois temporalités, une absolue, le passé et le présent. Une rupture est liée au temps de la "révélation" coranique qui ouvre vers le futur, temps de l'interprétation.

### Versets 33-63: la famille d'Imran
Pour Dye, ce texte est un texte de compromis entre positions christologiques, comme celle des nestoriens et s’appuie entre autres sur le proto-évangile de Jacques alors que Sirry critique cette idée de compromis et y voit un texte tendant à critiquer le point de vue chrétien.
Le Proto-évangile de Jacques n’est pas la seule source de ce passage. On voit des influences de l’Évangile selon Luc, et en particulier de l’hymne appelé a posteriori Magnificat, des sources de l’apocryphe Évangile du pseudo-Matthieu. Le V.46 s’inspire, lui, de traditions parallèles à l’Évangile arabe de l’Enfance. El-Badawi associe les différents versets de cette sourate à divers écrits chrétiens : Évangile de Luc, évangiles de l'enfance, lettre aux Corinthiens... Grodzki relève la traduction du v.54 par B. Bonnet-Eymard : “Alors ils livrèrent et le Dieu livra, mais le Dieu délivre ceux qui sont livrés”, qu'il associe à l’évangile selon St Jean. Pour Reynolds, « En effet, la nativité de Marie ici suit de près les récits trouvés dans ces textes [à propos du proto-évangile de James et de l’évangile du pseudo-Mathieu] ». Selon Stephen J. Schoemaker, ce «mélange de deux traditions chrétiennes [canonique et apocryphe] antérieures autrement indépendantes» est liée à l'église «Kathisma de la Théotokos» située entre Jérusalem et Bethléem. Pour lui, cette église est à l'origine du "récit unique du Coran de la naissance de Jésus".
Ce passage débute par deux récits, évoquant les naissances de Marie et de Jean le Baptiste, préparant celui de la naissance de Jésus au verset 42. Ceux-ci prépare l’annonce de Jésus comme Kalima, comme Verbe de Dieu. Le cadre mariologique du récit de la naissance de Jésus correspond bien au contexte palestinien de la sourate 3 (et de la 19).
L'hypothèse d'une confusion coranique entre Marie, mère de Jésus et Myriam, sœur d'Aaron a parfois été avancée. Pour Dye, il s'agit d'une "identification typologique", association déjà présente dans les traditions de l’église du Kathisma et un apocryphe du IVe siècle, le transitus grec. A la différence des évangiles et du lignage davidique, le Coran insiste sur le lignage de Jésus à Abraham et sur l'universalité de Isa. Le verset 61, qui évoque une épreuve divine en cas de contradiction sur ce point, est connu sous le nom de verset de la Mubâhala.
Le passage fait une comparaison entre Adam et Jésus (voir la typologie paulinienne de Jésus, nouvel Adam). Elle est couramment interprétée comme une clarification du fait que Jésus est une créature. Ces versets pourraient s’inscrire dans le cadre d’une tentative de convergence avec un groupe juif. Néanmoins, certains versets de ce passage contiennent une dimension clairement anti-juive.
Pour Dye, « La nature de l’argumentation, le profil de l’auteur, la manière dont est conduite la polémique, indiquent que le contexte le plus plausible pour la composition de cette péricope est la Syrie-Palestine des années 650 ».

### Versets 189-191
Les versets 100 à 199 de la sourate 3 sont principalement composés d'éléments liés aux croyants et organisés sans toujours un ordre apparent. C'est ainsi, qu'après un passage caractérisé par une polémique antijuive, les versets 189 à 191 sont de type sapentiaux.  Ce passage exprime l'idée que l'observation de la Création est pour les croyants et ceux qui raisonnent, "des signes du règne suprême de Dieu sur toutes choses"  : « Dans la création des cieux et de la terre, dans l'alternation des nuits et des jours, il y a sans doute des signes pour les hommes doués d'intelligence qui, debout, assis, couchés, pensent à Dieu et méditent sur la création des cieux et de la terre » traduction Kazimirski). Cette interprétation de ce passage rejoint celle d'Averroès dans son Discours décisif

## Galerie

Texte de la sourate (Coran datant de 1874)
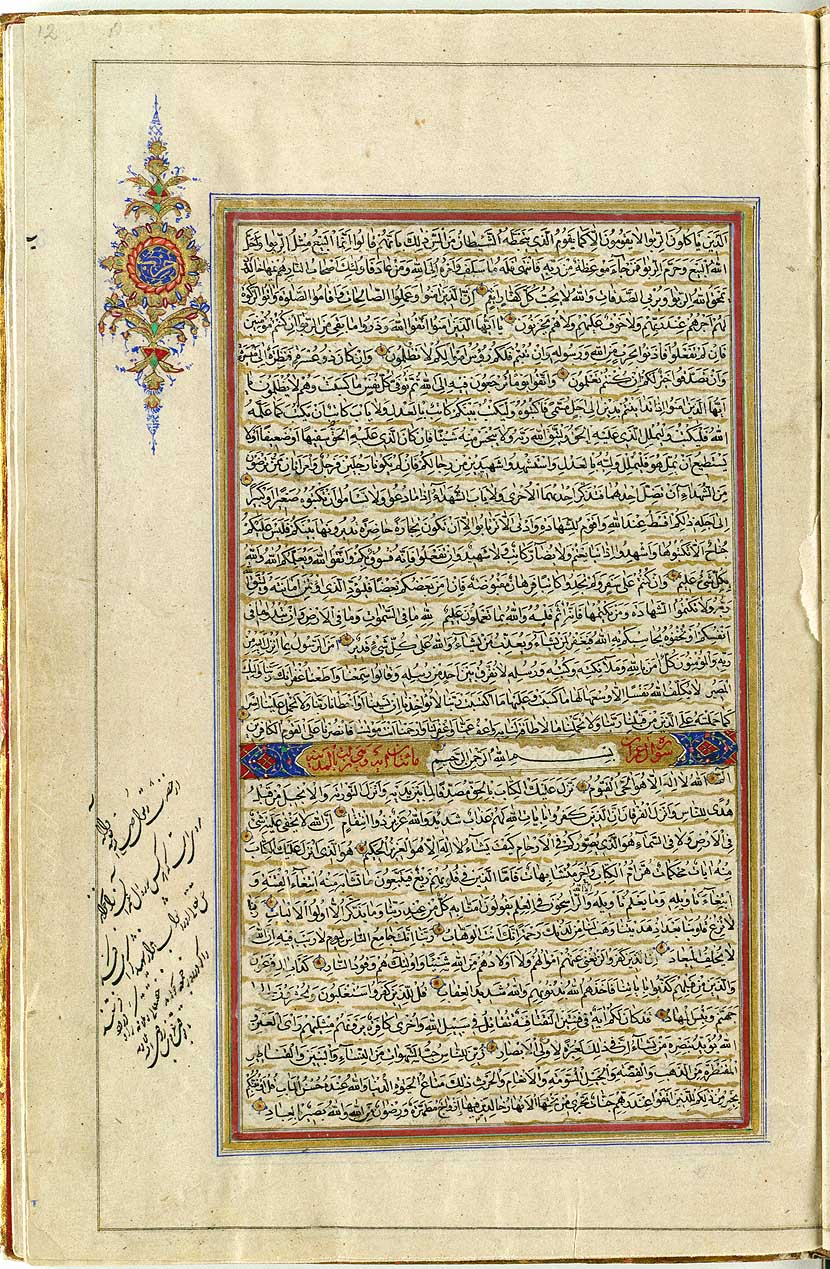
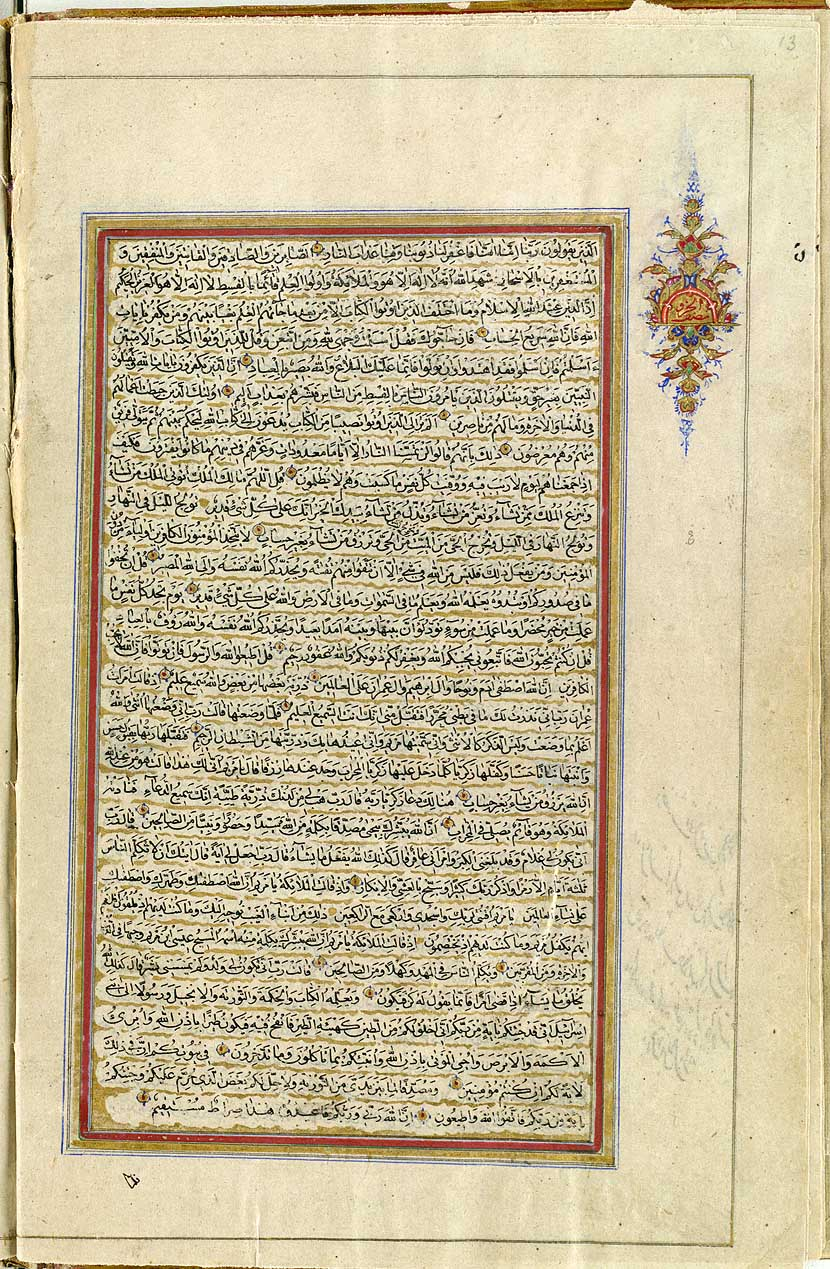
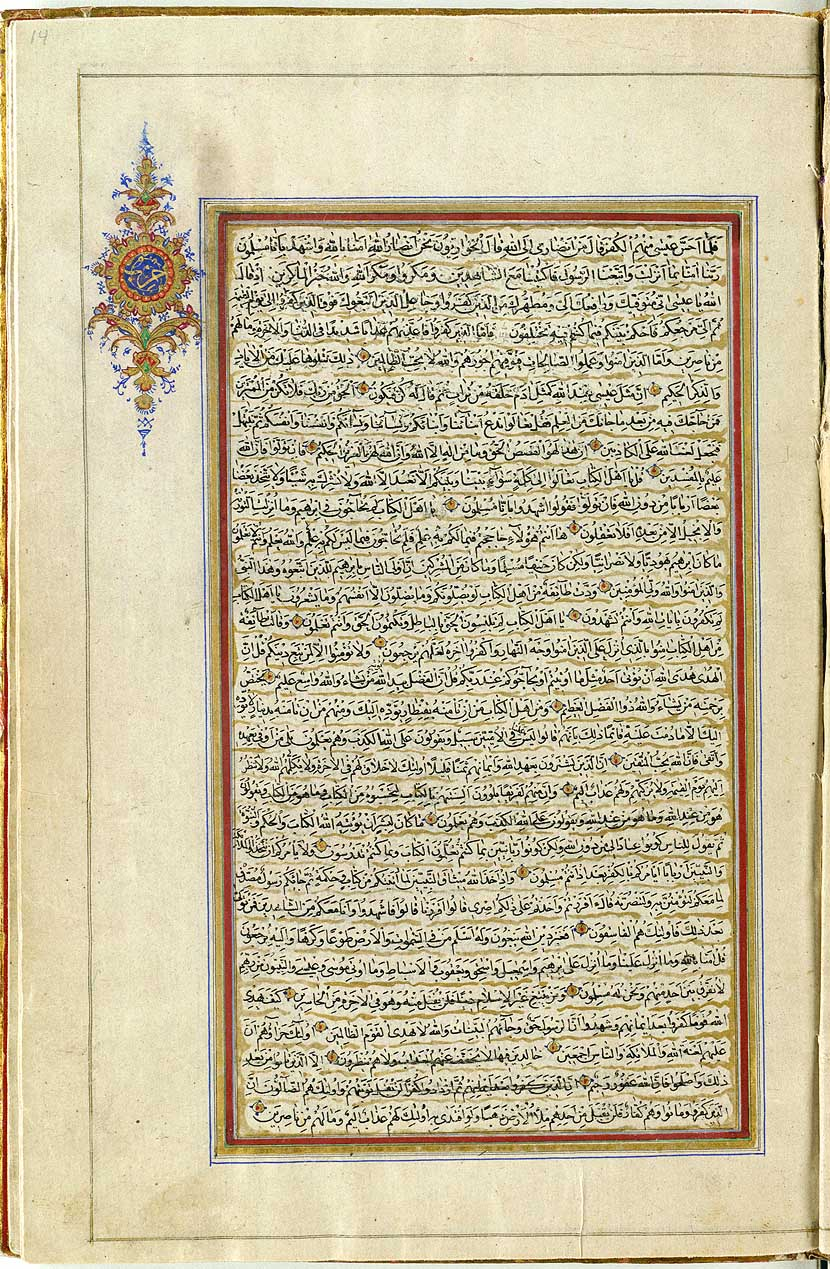
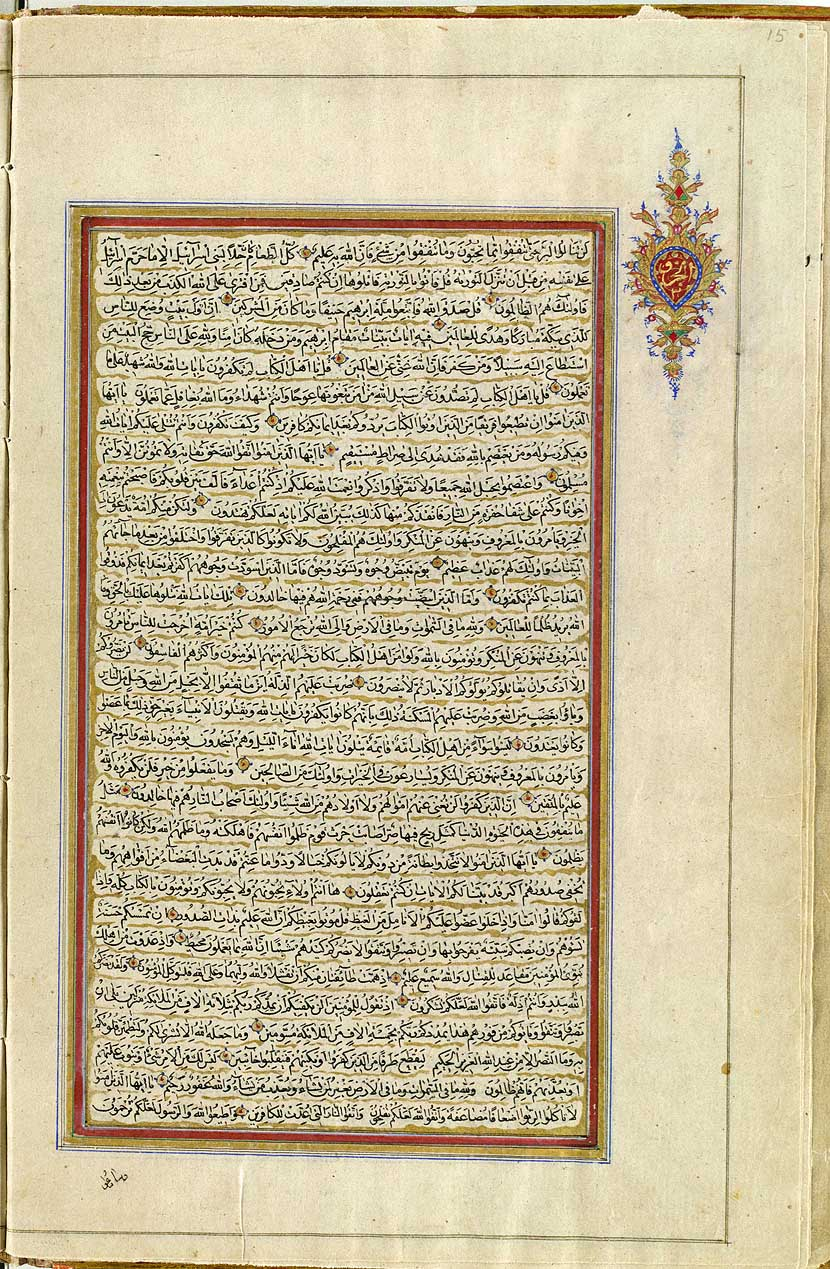
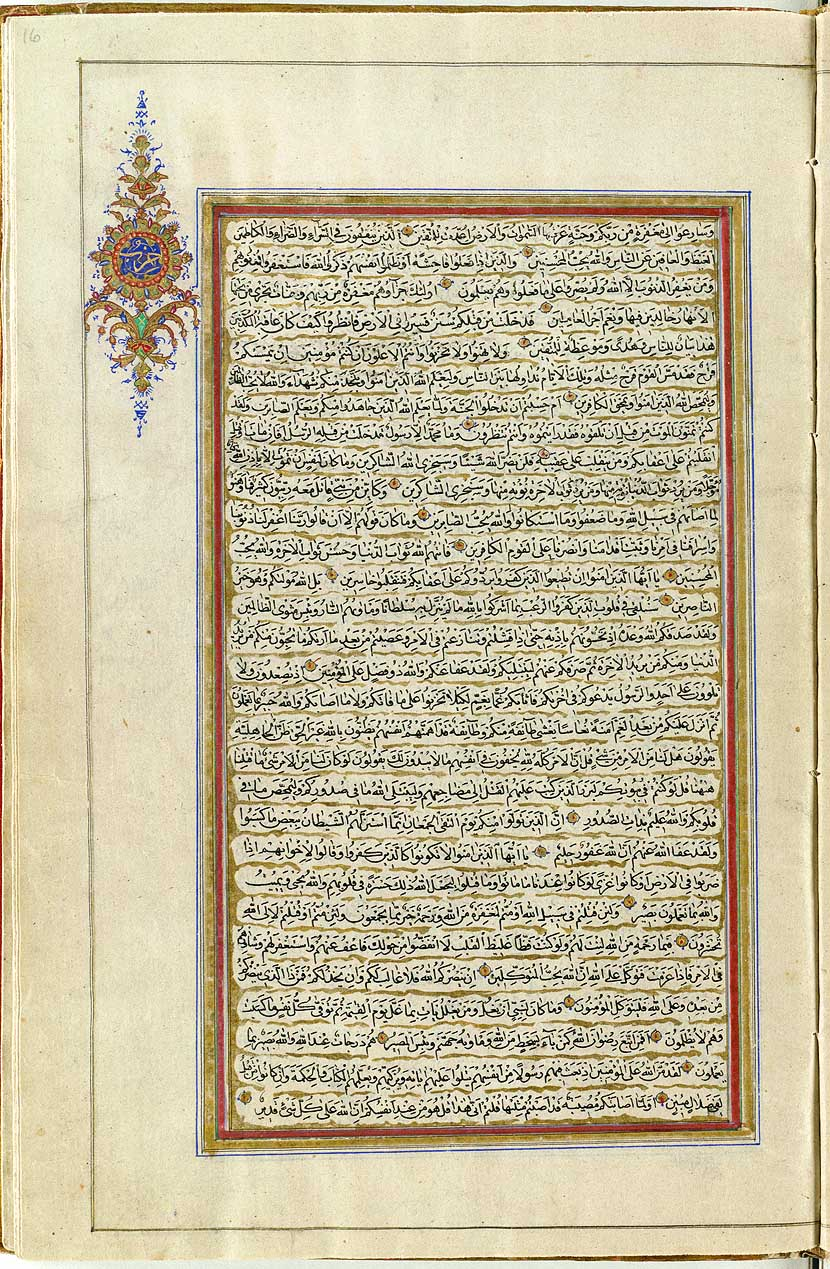
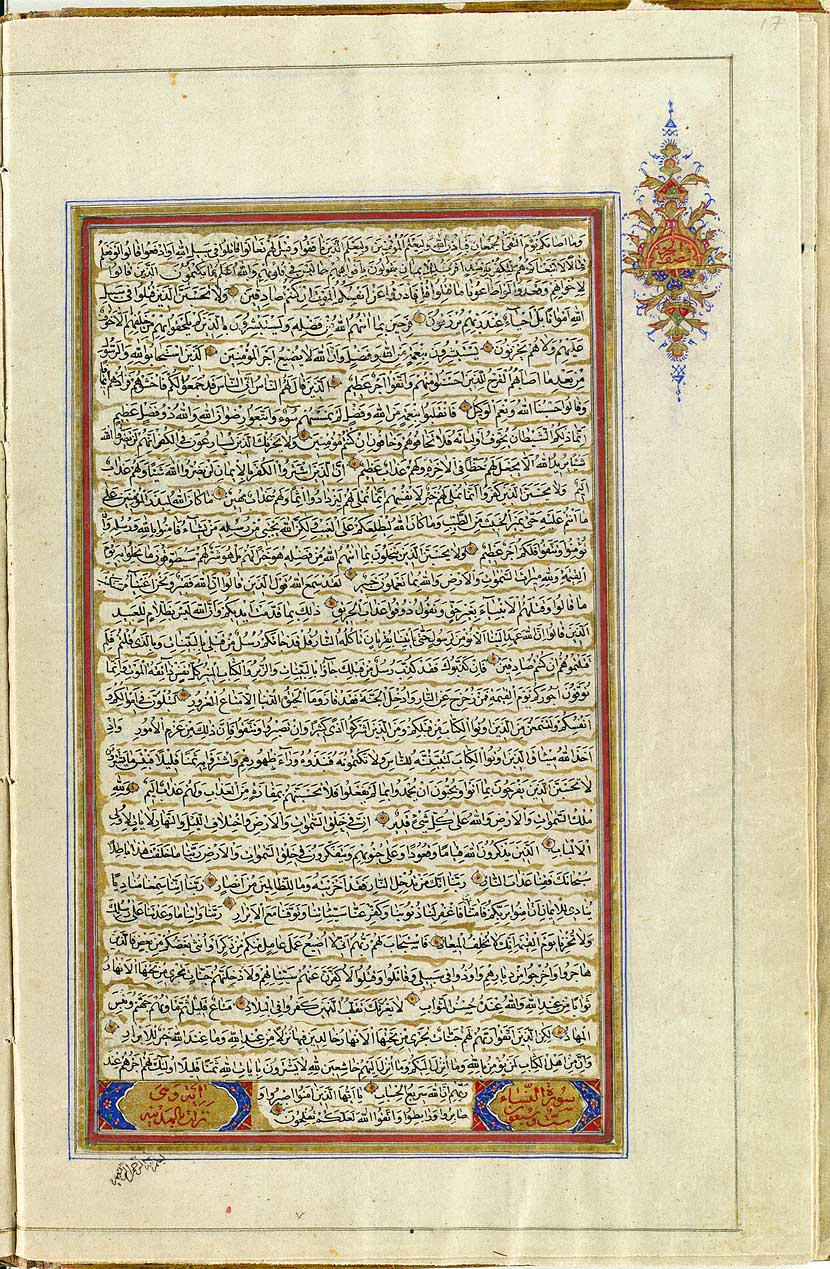